# 岸本浩
岸本 浩（きしもと ひろし、1962年〈昭和37年〉7月23日 - ）は、日本の財務官僚。

## 来歴
洛星高等学校を経て、1985年（昭和60年）3月、東京大学法学部を卒業。同年4月、大蔵省に入省し、国際金融局国際機構課に配属。
財務省関税局総務課長、東北財務局長、大臣官房参事官（大臣官房・関税局担当）、大臣官房参事官、大臣官房審議官（関税局担当）などを歴任。税関行政などの法整備に携わった。
2018年（平成30年）7月27日、東京税関長に就任。東京税関長就任後、佐渡監視署などを視察。インタビューで佐渡監視署について触れ、「佐渡島は本州から離れており、少ない人員でやっている。これから日本海側は厳しい季節となるが、非常に士気高くやっていることに感じ入った」と語った。
2020年（令和2年）4月1日、独立行政法人国立印刷局理事長に就任。2022年（令和4年）7月31日に退任した。

## 年表
- 1985年（昭和60年）4月 - 大蔵省入省[1]
- 1989年（平成元年）7月 - 銀行局特別金融課特別銀行係長[9]
- 1991年（平成3年）7月 - 東京国税局大月税務署長[5]
- 1992年（平成4年）7月 - 主税局調査課長補佐[5]
- 1994年（平成6年）7月 - 主税局総務課長補佐（歳入）[10][5]
- 1995年（平成7年）7月 - 主計局法規課長補佐[5]
- 1995年（平成7年）12月 - 主計局給与課長補佐[5]
- 1996年（平成8年）7月 - 主計局主計官補佐（通産第三係主査）[5]
- 1998年（平成10年）6月 - 金融企画局市場課長補佐[5]
- 2000年（平成12年）7月 - 関税局総務課長補佐[5]
- 2001年（平成13年）1月 - 財務省関税局総務課長補佐[5]
- 2005年（平成17年）7月 - 環境省総合環境政策局総務課調査官[5]
- 2007年（平成19年）7月 - 財務省大臣官房参事官（関税局・国際調査担当）[5]
- 2008年（平成20年）7月 - 関税局業務課長[5]
- 2009年（平成21年）10月 - 関税局関税課長[5]
- 2012年（平成24年）7月 - 関税局総務課長[5]
- 2013年（平成25年）6月 - 東北財務局長[1]
- 2014年（平成26年）7月 - 大臣官房参事官（大臣官房・関税局担当）[1]
- 2016年（平成28年）6月 - 大臣官房参事官兼大臣官房審議官（関税局担当）兼大臣官房サイバーセキュリティ・情報化審議官[1]
- 2017年（平成29年）7月 - 大臣官房審議官（関税局担当）[1]
- 2018年（平成30年）7月 - 東京税関長[1]
- 2020年（令和2年）4月 - 独立行政法人国立印刷局理事長[1]
- 2022年（令和4年）7月 - 独立行政法人国立印刷局理事長を退任[3][4]